# عصب غربالي أمامي
العصب الغربالي الأمامي (بالإنجليزية: Anterior ethmoidal nerve)‏ هو عصب يتَفرعُ من عصب أنفي هدبي.